# シロッコ扇風機

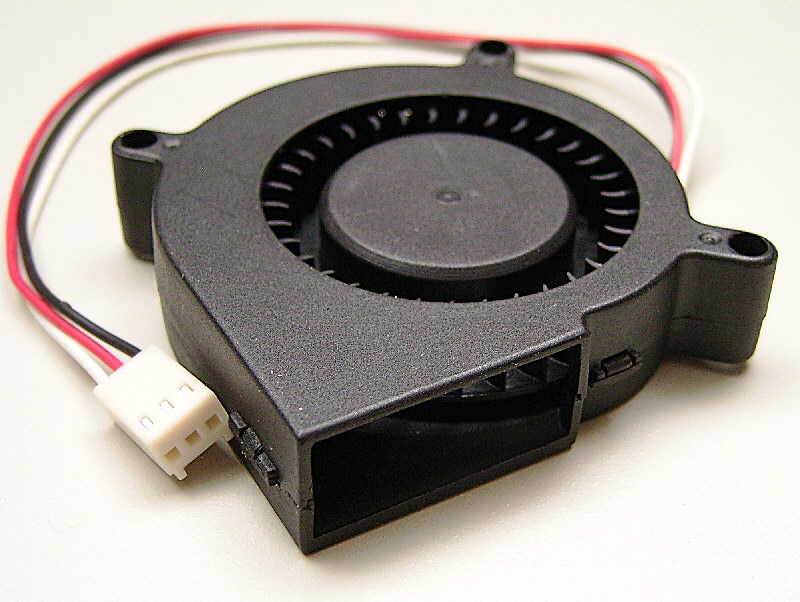
パソコン冷却用シロッコ扇風機

シロッコ扇風機（シロッコせんぷうき）は、円盤上に多数の羽を角度を持たせて垂直に立て、ドラム状にしたもの。多翼ファンの一種。送風原理上は遠心ファンに分類される。回転軸に対して直交方向に風が出る。小型の物はシロッコファンなどの商品名で販売されている。
風量は、回転数のほか、円盤の径と円筒の長さ（厚み）および羽の幅などによって決まる。

## 用途
アメリカ大陸の坑道などで送風機に使われていたのが始まりで、その経緯から主に送風機などに使用される。身近な物ではノートパソコンなどの冷却器、エアコン内部のファンなどに使用される。